# Declaració de Drets de la Constitució dels Estats Units
La Declaració de Drets (Bill of Rights, en la versió original anglesa) és el nom amb què es coneixen les 10 primeres esmenes de la Constitució dels Estats Units del 1787.
Les esmenes s'adrecen al poder legislatiu, és a dir, al Congrés dels Estats Units. Van ser introduïdes per James Madison i van entrar en vigor al final de 1791.
Aquestes esmenes posen límits al Govern federal dels Estats Units, bo i protegint els drets que s'hi enuncien per a tota la ciutadania dels EUA, residents i visitants dels territoris que en formen part.

## Antecedents

### John Locke

#### Locke
Fins a cert punt, la Declaració de Drets (i la revolució americana) van incorporar les idees del filòsof anglès John Locke, que a la seva obra de 1689 Two Treatises of Government defensava que la societat civil havia estat creada per a la protecció de la propietat (terme procedent del llatí proprius, o d'allò que pertany a cadascú: "vida, llibertat, i estatus"). Locke també va avançar la noció que cada individu és lliure i igual en estat natural. Locke exposava la idea de drets naturals que són inherents a tots els individus, un concepte que Madison va esmentar al seu discurs de presentació de la Declaració de Drets al Congrés.

### La Declaració de Drets anglesa
La primera Declaració de Drets data del 1689: és la Declaració de Drets anglesa. L'americana se'n diferencia tant en la forma com en el fons, tot i que hi manté certes similituds enllà del nom.
Pel que fa a les diferències, l'anglesa tracta de garantir els drets de la ciutadania, representada en el Parlament, enfront de la Corona.
Quant a les similituds, l'americana adopta l'enumeració d'alguns dels drets establerts a l'anglesa, com ara:
- el dret de petició
- el dret a una jurisdicció independent,
- la llibertat d'establir taxes,
- llibertat per mantenir un exèrcit en temps de pau,
- dret de posseir armes,
- dret a escollir els representants al Parlament,
- llibertat d'expressió al Parlament,
- prohibició de càstigs cruels i arbitraris, i
- dret a un procés judicial amb garanties.

## Les 10 esmenes de la Declaració de Drets americana
- Esmena I (Llibertat d'expressió, de premsa, religiosa, assemblea pacífica i de petició al govern):

"El Congrés no podrà elaborar cap llei quant a l'establiment d'una religió, ni prohibir-ne el lliure acompliment de ritus; ni reduir la llibertat d'expressió o de premsa; ni privar el poble del dret de reunió pacífica, ni del dret de petició a fi de demanar reparacions al Govern."
- Esmena II (Dret de les persones a tenir i portar armes i a mantenir una milícia):

"Atès que una milícia ben reglamentada és necessària per a la seguretat d'un Estat lliure, el poble té el dret inviolable a posseir i a dur armes."
- Esmena III (Protecció contra l'allotjament de militars en temps de pau):

"Cap soldat no serà aquarterat, en temps de pau, a cap domicili sense el consentiment del propietari; ni en temps de guerra, exceptuant la manera prescrita per la llei."
- Esmena IV (Protecció contra escorcolls i confiscacions arbitraris):

"El poble té el dret inviolable a la seguretat de la seua persona, domicili, documents i efectes, contra els escorcolls i embargaments desraonats i no s'expedirà cap ordre judicial que no tingui raons de base versemblants, corroborada per jurament o afirmació i que no descrigui particularment l'indret per escorcollar, la persona a detenir o les coses per embargar."
- Esmena V (Dret a un procés judicial amb garanties, a no ser processat dues vegades pels mateixos fets, a la no-autoincriminació i a la propietat privada):

"Ningú no serà detingut per respondre d'un delicte greu o altrament notori, sense haver-hi inculpació prèvia per part d'un jurat d'acusació [popular]; exceptuant el cas dels membres de les forces armades, o de la milícia, que estiguin realment de servei en temps de guerra o de perill general. Tampoc ningú no podrà ser exposat dos cops, per una mateix delicte, a les penes i suplicis eventuals corresponents; ningú no estarà obligat, en qualsevol causa criminal, a declarar contra si mateix, ni podrà ser privat de vida, llibertat, o propietat sense garantia de procediment legal; ni la propietat privada podrà ser requisada a fi d'utilitat pública sense compensació justa."
- Esmena VI (Dret a un judici penal amb jurat i altres garanties processals):

"En tota causa criminal, l'acusat gaudirà del dret a ser processat públicament i sense dilacions indegudes per un jurat [popular] imparcial [i vinculant] provenint de l'Estat i districte on l'acte delictiu s'hagi comès, el qual districte s'haurà determinat prèviament segons la llei, a ser informat de la causa i naturalesa de l'acusació formulada contra ell, amb la compareixença dels testimonis que puguin intervenir en favor seu, i a ser defensat i assistit per un lletrat."
- Esmena VII (Dret a un judici civil amb jurat):

"En causes civils on el valor en litigi sigui superior als vint dòlars, serà preservat el dret a judici per jurat [popular]; i cap acte processat per aquest jurat no podrà ser reexaminat per cap tribunal dels Estats Units exceptuant la manera prescrita per la llei."
- Esmena VIII (Prohibició d'una fiança excessiva, de càstigs cruels i inusuals):

"No es podran exigir fiances excessives, ni tampoc s'imposaran multes excessives, i ningú no serà sotmès a penes cruels o degradants."
- Esmena IX (Protecció de drets no específicament enumerats a la Declaració de Drets):

"L'enumeració a la Constitució de certs drets no s'interpretarà pas de tal manera que se'n suprimeixin o menyspreïn d'altres, dels quals el poble continua gaudint."
- Esmena X (Poders dels estats i de les persones):

"Els poders no delegats als Estats Units per la Constitució ni prohibits per aquesta als estats, es reserven respectivament als estats, o al poble."